# WPCH-TV
WPCH-TV（チャンネル17、「Peachtree TV」として放送されている）は、アメリカ・ジョージア州アトランタにある独立テレビ局。CBS提携及び所有者旗艦局であるWANF（チャンネル46）と、低電力のクラスAテレムンド提携局のWKTB-CD（チャンネル47）と共に、地元に拠点を置くグレイ・テレビジョンによって所有されている。WPCH-TVとWANFはアトランタのアトランティック・ステーション（Atlantic Station）地区の北西14番街にスタジオを共有しているが、WPCH-TVの送信所はアトランタ北東部のウッドランド・ヒルズ（Woodland Hills）セクションにある。
ターナー・ブロードキャスティング・システム（1970年4月から2017年2月まで所有していた）の下で所有されていた時代に、当時WTCGコールレターを使用して、アメリカ中のケーブル及び衛星加入者に通信衛星によって再送信されるテレビ放送局の配信を開拓し、1976年12月17日に小規模な独立局を最初の全国的な「スーパーステーション」に拡大した（最終的に、1985年にカナダのテレビプロバイダーに配信を開始した最初の4つのアメリカのスーパーステーションの1つになった）。
以前のスーパーステーションフィード（後に単にTBSとして知られるようになり、地元のアトランタフィードとほぼ同じ番組スケジュールを維持していた）は、2007年10月1日にターナーによって従来の基本的なケーブルネットワークに変換され、その時点で、衛星プロバイダーのディレクTV及びディッシュ・ネットワークの既存のローカル放送と並行して、アトランタ市場内のケーブルプロバイダー（コムキャストとチャーターを含む）に同時に追加された。1979年からWTBSコールサインを使用していたチャンネル17は、同時にWPCHとして刷新され、アトランタ市場専用の別のスケジュールを持つ伝統的な独立局として再編成された。アトランタの放送局は、本国市場以外のアメリカのマルチチャンネルテレビプロバイダーでは最早放送されていないが、WPCH-TVは、殆どのカナダのケーブル及び衛星プロバイダーで「事実上の」スーパーステーションとして引き続き利用できる。

## 歴史

### WJRJ-TVとして
1965年10月20日、アトランタの起業家であるジャック・M・ライス・ジュニア（Jack M. Rice, Jr.）が所有し、地元に拠点を置く有料テレビ会社のアトランタ・テレメーター社とホーム・シアターズ・オブ・ジョージア株式会社（Home Theaters of Georgia Inc.）の所有者であるライス・ブロードキャスティング株式会社（Rice Broadcasting Inc.）は、連邦通信委員会（FCC）に、アトランタに割り当てられる3番目の商用UHF割り当てであるUHFチャンネル46で新しいテレビ局を建設し、運用するライセンスを取得するための許可申請を提出した。FCCは同年10月20日にライス・ブロードキャスティングに許可を与えた。1966年1月、ライス・ブロードキャスティングは、ジャック・ライス・ジュニア（Jack Rice, Jr.）にちなんで名付けられたWJRJ-TVをテレビ局のコールレターとして割り当てることを選択した。同年2月21日、ライスはその後、提案された放送局をUHFチャンネル17に再割り当てするための許可を修正するよう申請し、FCCは、5週間後の3月31日にチャンネル17への周波数の再割り当てを許可した（UHF46チャンネルの割り当ては、最終的にクリスチャン・ブロードキャスティング・ネットワークのコンチネンタル・ブロードキャスティング・ネットワーク部門に割り当てられ、1971年6月6日にその周波数でWHAE-TV（現：CBS系列の姉妹局WANF）を開局した）。
チャンネル17は、1967年9月1日にオンエアで開局された。WJRJ-TVは、13年前の1954年12月18日に契約を結んだ短命のWQXI-TV（チャンネル36、現：マイネットワークTV系列のWATLが割り当て）以来、アトランタ市場で契約を結んだ最初の民間テレビ局、また、1960年代半ば以降、紙の上では、独立局に適した視聴者数を提供するのに十分な人口があり、アメリカ南東部で開局した最初の独立局の1つでもあったが、WQXI-TVが1955年5月31日に業務を停止して以来、最初の市場で運用を開始した2番目の独立局でもあった。初代のスタジオと送信所施設は、当時のCBS提携局WAGA-TV（チャンネル5、現：FOX直営局）のスタジオとして使用されていたウェスト・ピーチツリー・ストリート・ノースウェスト1018番地（1018 West Peachtree Street Northwest）にあった。1,050フィート (320 m)のこの塔は、ピーチツリー・ストリートスタジオビル近くにあり、当時、アメリカで3番目に高い独立した放送送信塔になった。
WJRJは僅かな予算で立ち上げられ、16:00から23:00までの午後と夜のスケジュールで、古い映画とネットワーク外の再放送（『パパは何でも知っている』、『ダニー・トーマス・ショー』、『オジーとハリエットの冒険』、『ライフルマン』など）がいくつかあり、15分間のニュース番組もあった。「アトランタ・ジャーナル＝コンスティテューション」のテレビ番組表ページに毎日広告を掲載することに加えて、WJRJ-TVは「TV Guide」広告を1つだけ掲載した。同誌のジョージア州版の1967年9月号の半ページ広告で、「Yes, Atlanta, there is a channel 17.」という見出しが付いている。WJRJは「見栄えの良いチャンネル17（Good-looking Channel 17）」と自称していたにもかかわらず、初期の数ヶ月間はフィルムが故障し、放送局の識別、広告、および番組プロモーションのスライドが頻繁に逆向きに表示され、画面に何も表示されない長い一時停止が頻繁に発生するなどの技術的な混乱状態が当たり前だった。WAGA-TVは水曜日夜に映画を放送するために CBSネットワーク番組編成を先取りし、チャンネル17は一時的にドラマシリーズ『メディカル・センター』を放送するために介入した。1968年6月5日、ライスはWJRJの過半数の支配権をライス・ブロードキャスティング社長のW・R・マッキンゼー（W. R. McKinsey）に譲渡することを要求し、1株あたり4.75ドルで130,000株の社債を転換することで、株の引き渡しを行い、FCCは同年9月5日に譲渡を許可した。

### テッド・ターナーの登場
1969年7月、ライス・ブロードキャスティングは、起業家のロバート・E・「テッド」・ターナー3世が所有するアトランタを拠点とするグループで、亡くなった父親が設立したビルボード広告事業を運営し、テネシー州チャタヌーガ（WGOW）、サウスカロライナ州チャールストン（WTMA-AM-FM、FM局は現：WSSX-FM）、フロリダ州ジャクソンビル（WMBR、現：WBOB）でラジオ局も所有していたターナー・コミュニケーションズ・コーポレーションと合併し、全株取引を行うことに合意したと発表した。取引条件の下で、ライスは株式交換でターナーを買収し、ターナー・コミュニケーションズという名前を採用するが、ターナーは合併後の会社の約75%を取得し、その株式の48.2%を所有し、推定300万ドル相当のライス株120万株を受け取った。FCCは1969年12月10日に買収を承認し、ターナーに最初のテレビ資産を与えた。1970年1月、ターナーが低視聴率のUHFアウトレットの購入の承認を受け取った直後、放送局のコールレターを、伝えられるところによると、これは「Watch This Channel Grow（このチャンネルの成長を見よ）」の略であった（ただし、「TCG」は正式にはターナー・コミュニケーションズ・グループ（Turner Communications Group）の略だった）WTCGに変更した。売却は4ヶ月後の同年4月6日に正式に完了し、その時点でターナーはWJRJ-TVのライセンシーとして割り当てられた。
ターナーが所有するようになると、WTCGは当初、元の番組編成形式を保持していた。また、1980年には、初代のピーチツリー・ストリートの施設から数ブロック西にある、プログレッシブ・クラブ（Progressive Club）の元の場所にある新しいスタジオ施設に業務を移した。2004年のインタビューで、ターナーは、WJRJを悩ませていた問題のいくつかがWTCGの初期の頃に存在していたことを明らかにした。1つ目は、ターナーがWTCGを購入した際、前の所有者がカラー番組の送信を許可するために必要な技術的アップグレードを行っていなかったため、アトランタ市場でまだ白黒のみで放送されていたのはここだけだった（ターナーが引き継いだ後、必要なカラー放送機器をクレジットで購入することを決定し、1970年5月までにカラーで番組を送信し始めた）。2つ目に、ターナーが所有していた最初の数年間、資金はまだ非常に逼迫していた。しかし、数ヶ月が経過し、機器の支払いを行うことができないことに気付いた。ターナーは最後の手段として（さらなる資金調達を試みて失敗した後）、WTCGの請求額を支払うために必要な資金を集めるために、公共テレビで見られる誓約運動の方法によく似ているオンエアのテレソンを開催した。3つ目に、1970年に運用を開始した際、新興のUHF放送局WATL（1969年8月16日に開局し、アトランタで2番目にチャンネル36の割り当てを占有したテレビ局）という形で新たな競争があった。財政問題が解決すると、チャンネル17（及びその期間の経済情勢）が広告収入を大幅に食い潰したため、1971年4月にWTCGは最終的にWATLの放送を停止し、チャンネル36は5年間停波したままで、1986年10月に市場の元のFOX加盟局になるまで主要なプレーヤーになることはなかった。
WTCGはこれを祝ってオンエアパーティーを開いたが、1971年6月にWHAE-TVがチャンネル46で放送を開始した際、すぐに新しいライバルが登場することになった。当初、1日6時間の番組スケジュールを維持していたが、キリスト教の番組が4時間を占め、低予算の世俗番組が残りの放送時間を占めていた。チャンネル46は徐々に放送日を拡大し、1976年までに毎日20時間の番組を放送した。1974 年までに、放送局は従来の一般的な娯楽形式を持ち、朝とプライムタイムの時間帯（CBNの旗艦番組『The 700 Club』など）の世俗的な番組に宗教番組が混在していた。WHAE（1977年にWANX-TV（現：WANF）になった）は非常に競争力のある放送局だったが、アトランタで有数の独立放送局であり続けたWTCGを打ち負かすことはできなかった。
ターナーは、番組の購入に関して予算が少なく、シンジケーションで提供される新しい番組に非常に低く入札し、ネットワーク系列局のWAGA-TV、WSB-TV（チャンネル2）、WXIA-TV（チャンネル11）が最高の作品を手に入れた。しかし、ネットワークへのコミットメントにより、3つの主要な系列局は一度に数年間しか番組を維持できなかった。その後、ターナーは、主要な系列局が更新しなかった番組の権利を、当初の購入価格のほぼ半額で購入した。ターナーはまた、殆どの映画パッケージをこの方法で購入した。WTCGのスケジュールは、映画ライブラリに重点を置いており、注目すべき番組の1つは、アカデミー賞を受賞またはノミネートされた映画を上映する『アカデミー・アワード・シアター』（後に『TBSアワード・シアター（TBS Award Theater）』と改名）だった。1930年代から1950年代までのクラシック映画（殆どがワーナー・ブラザースのリリースからなる）が、通常のスケジュールの一部として毎日上映された。アトランタ地域で放映されたことのない古い映画（1935年の「真夏の夜の夢」など）や、長い間テレビで放映されていなかった多くの古い映画が、WTCGで地元のテレビデビューまたは「カムバック」を果たした。
チャンネル17のスポーツ番組は、アトランタ・ブレーブス、アトランタ・ホークス、アトランタ・フレームスの試合のテレビ放送や、後のワールド・チャンピオンシップ・レスリング（WCW）のルーツの1つであるジョージア・チャンピオンシップ・レスリングを含むようになった。スポーツとレスリングは、初期のサテライト年の間に基礎ブロックになる（以下を参照）。この期間にWTCGで放送された番組には、シットコム（『アイ・ラブ・ルーシー』、『メイベリー110番』、『じゃじゃ馬億万長者』、『三ばか大将』など）、アニメ（1948年以前にリリースされた『原始家族フリントストーン』やルーニー・テューンズ/メリー・メロディーズのアニメなど）、連続ドラマ（『宇宙大作戦』など）が含まれていた。WTCGのラインナップのもう1つの番組は、R&Bシンガーのジェームス・ブラウンがホストを務める音楽番組『フューチャー・ショック』だった。『アメリカン・バンドスタンド』や『ソウル・トレイン』に似たこの番組は、1976年から1979年まで毎週金曜日深夜に放映された。

### 最初の「スーパーステーション」
1970年代初頭から、ジョージア州中部及び南部と周辺の州（アラバマ州、テネシー州、サウスカロライナ州）の多くのケーブルシステムが、マイクロ波リレーを介してWTCG 信号を受信し始め、アトランタのテレビ市場をはるかに超えて到達できるようになった。1976年6月までに、WTCG信号はアメリカ南東部6州の95のケーブルシステムに中継され、推定440,000世帯に到達した。それでも、多くの場所は独立テレビ局の信号から十分に離れていたため、これはオプションではなかった。主要な商用ネットワークのそれぞれに所属する3つの放送局と3つのPBSメンバー局（各ネットワークの自市場内から1局、近隣市場から2局）を伝送するケーブルシステムがあった。
独立放送局がない地域にサービスを提供するために、テッド・ターナーは、ターナー・コミュニケーションズが設立したコモン・キャリー・アップリンク会社で、1975年12月に会社をエドワード・L・テイラー（Edward L. Taylor、ウェスタン・ユニオン（Western Union）の元マーケティング担当副社長）に1ドルで売却し、コモン・キャリアが番組の開始に関与することを禁止するFCC規則に準拠したオクラホマ州タルサに本拠を置くサザン・サテライト・システムズ（Southern Satellite Systems、SSS）と協定を結び、WTCG信号をサットコム1通信衛星にアップリンクして、放送局の番組をケーブル及び全国のCバンド衛星加入者に配信することを決定した。この動きにより、WTCGは最初のテレビ局の1つになり、番組フィードを配信するためにマイクロ波中継を使用する当時の標準的な方法の代わりに、プレミアムケーブルネットワークのホーム・ボックス・オフィス（HBO）（タイム・ワーナーが1996年にターナー・ブロードキャスティング・システムを買収した結果、チャンネル17の最終的な姉妹施設）に続き、1975年9月30日に衛星を介して全国的に信号を送信し始めた、衛星を介して送信される2番目のアメリカの放送局になった。
1976年12月17日東部時間13:00、それぞれの地域または国内全体のケーブルプロバイダーに分散された独立放送局のWTCGはアメリカ初の「スーパーステーション」となり、その信号は、マルチ＝ビューTV（Multi-Vue TV）のネブラスカ州グランドアイランドのシステム、バージニア州ニューポートニューズのハンプトン・ローズ・ケーブルビジョン（Hampton Roads Cablevision）、アラバマ州トロイのトロイ・ケーブルビジョン（Troy Cablevision）とカンザス州ニュートンのニュートン・ケーブルTV（Newton Cable TV）といったアメリカ中西部及び南東部の4つのケーブルテレビプロバイダーに送信された。4つのケーブルシステム全てで、ダナ・アンドリュースとシーザー・ロメロが主演する1948年のドラマ映画「海の呼ぶ声・ディープ・ウォーター」の受信が開始され、アトランタのチャンネル17で既に30分間放送されていた。
即座に、WTCGは、アトランタ都市圏の675,000世帯と、ジョージア州及び隣接する州で受信した既存の加入者が含まれている利用可能な視聴者数を24,000世帯増やした。その数は今後数年間で増加し、最初はアメリカ南部（アトランタ・ブレーブスの野球とプロレスのWTCGのテレビ放送が非常に人気があった）に集中し、最終的にはそのケーブル カバレッジが全国を網羅した。SSSは当初、WTCG信号を1日24時間サービスとして受信するために加入者あたり10セント、夜間のみのタイムシェアフィードとして受信するために加入者あたり2セントを将来のケーブルシステムに請求した（ローカルまたは市場外の放送局に割り当てられたケーブルチャネルを介した送信用、占有局の通常の放送休止期間中の放送時間を埋めるため）。WTCGとターナーの発明は、全国の有料テレビ加入者に衛星放送を介して放送テレビ局を配信するパイオニアであり、シカゴのWGN-TVとニューヨーク市のWOR-TV（現：ニュージャージー州セカーカスにあるマイネットワークTV直営局のWWOR-TV）の仲間の独立局を衛星にアップリンクして、全国的なスーパーステーションとして配信するために、それぞれユナイテッド・ビデオ株式会社とイースタン・マイクロウェーブ株式会社（Eastern Microwave Inc.）をリードした。最終的には、サンフランシスコのKTVU（現：FOX直営局）、ダラス・フォートワースのKTVT（現：CBS直営局）、ニューヨーク市のWPIX（現：CW提携局）、ロサンゼルスのKTLA（現：CW提携局）などの他の独立局も同様に衛星にアップリンクされており、その配信は意図的に地域ベースに限定されているか、主に自地域に集中して配信されるように全国配信を意図していた。
WTCGを衛星にアップリンクするというターナーの動きは、基本的なケーブル革命の始まりを示し、ベーシックケーブルの初期のCBNサテライト・ネットワーク（現：フリーフォーム）、「元の」マディソン・スクエア・ガーデン・ネットワーク（現：USAネットワーク）、アルファ・レパートリー・テレビジョン・サービス（ARTS、現：A&E）、ニコロデオン、ESPN、そしてケーブル・ニュース・ネットワーク（CNN）、CNN2（後のヘッドライン ニュース、現：HLN）、ターナー・ネットワーク・テレビジョン（TNT）、カートゥーン・ネットワーク、ターナー・クラシック・ムービーズを含むターナーの後のケーブル番組事業などを含め、加入者が追加料金無しで利用できるケーブル発のチャネルの概念を刺激した。1978年までに、WTCGは50州全てのケーブルプロバイダーによって搬送されたが、その多くは地元の商用独立局へのアクセスを欠いており、場合によっては遠く離れた放送局にさえアクセスできなかった。『ゆかいなブレディー家』、『じゃじゃ馬億万長者』、『奥さまは魔女』、『かわいい魔女ジニー』、『Hogan's Heroes』、テレビ用に作られた『ポパイ』のアニメ、その他のビンテージ番組などの番組は、中古品や中古品でさえ購入されるため、番組編成はかなり似たままだったが、『オール・イン・ザ・ファミリー』と『Sanford and Son』は、WTCGによって入札され、買収された。
ターナーとチャンネル17の経営陣は、WTCGを「アクティブな」スーパーステーションとして扱い、ターナーは全国的な宣伝責任を直接主張し、番組編成に投資し、全国と地方の両方の広告料金を請求した。これにより、WGNやWORのように、全国的な配信に関して中立的な立場を取ることを選択し、信号を再送信する衛星通信事業者に全国的な宣伝義務を任せ、比較的、1976年著作権法第111条の規定に基づいて所有者の明示的な許可なしに信号を再配信した「受動的な」スーパーステーションのように、著作権を保有する番組に対してケーブルシステムからロイヤルティーの支払いを単に受け取るのではなく、他の全国ネットワークに匹敵する（合理的には安いが）レートでシンジケート番組に支払うことになった。当初、WTCGはアトランタのローカルとその地域外のケーブルプロバイダーの両方で「Channel 17」または「Super 17」として識別されており、1979年までに、主にローカル及び全国的にそのコールレターによって識別された。1978年までに、WTCGはアメリカの50州全てのケーブルプロバイダーで放送され、230万人以上の加入者に到達した。

### WTBSとして
1979年5月、ターナーはマサチューセッツ工科大学（MIT）が所有するマサチューセッツ州ケンブリッジに拠点を置く教育用FMラジオ局で使用されているWTBSコールレターを取得することに合意し、ターナーのアトランタのテレビ局にコールサインを再割り当てすることを目的とした。この要求は、ターナー・コミュニケーションズがFCCからWTBSコールを取得することに成功した場合、グループへの追加の25,000ドルの誓約が含まれるラジオ局（現在はWMBRとして知られている）の新しい送信所に資金を提供するために、ターナーがMITに関連するグループに25,000ドルを寄付したことに関連して行われた。チャンネル17は、1979年8月27日にコールレターを、コールサインの変更に伴い、親会社が改称されたターナー・ブロードキャスティング・システムから来たWTBSに変更したのと同時に、限定的に「SuperStation WTBS」としてブランディングを開始した。同年7月までに、WTCG/WTBSは全国の1,000のケーブルシステムで利用できるようになり、合計480万人のケーブル加入者が信号を受信した。 
1981年、ターナーはWTBSで放送される全ての番組を引き続きローカル及び全国で放映することを決定したが、フィードを分離した（FCCが1990年1月にシンジケーション独占権規則を再制定した後、ユナイテッド・ビデオがWGN-TVの全国版にこの慣行を実装する前の動き）。その結果、アトランタのチャンネル17で放映されていたローカルコマーシャルは、別の全国広告、ダイレクトレスポンス広告、または衛星放送による公共サービス広告に置き換えられた。この期間にWTBSが行った番組編成の取り組みの中には、1983年から1992年まで週末に放映された深夜のミュージックビデオブロックである『ナイト・トラックス』があり、この番組は、3時間のビデオブロック2本（後に1989年8月に2時間のブロック2本に短縮され、1990年春には90分のブロック2本に短縮された）の形で放映され、時間外に行われるスポーツ イベントからの先取りを禁止した。1980年代にWTBSで放送された他のオリジナル番組には、『タッシュ』（1980年から1982年にかけてコメディアンのビル・タッシュがホストを務め、開発した深夜のスケッチ・コメディーとバラエティシリーズ）、『スターケード』（1982年から1983年にかけて運営されたアーケードをテーマにしたゲーム番組で、1984年までシンジケートでターナー・プログラム・サービスを通じてさらに放送されていた）、『The Catlins』（1983年から1985年にかけて放送された『ダイナスティ』スタイルのプライムタイムソープオペラ）、『The New Leave It To Beaver』（1986年から1989年までWTBSで放送された『Still the Beaver』としてディズニー・チャンネルで放映された『ビーバーちゃん』リバイバルシリーズの続編）が含まれていた。
1980年代、WTBSは、平日昼間に2本の映画プレゼンテーションを放映し、東部標準時間20:00以降の夜間と、週末昼前から深夜まで、主に映画専用のスケジュールを放送するという、非常に多くの映画のスケジュールを特徴としていた（スケジュールされたスポーツ イベント、スペシャル、オリジナル プログラム、および日曜日の夜の場合はネットワーク外のシンジケート シリーズおよび有料番組は例外）。1986年、テッド・ターナーはメトロ・ゴールドウィン・メイヤー（MGM）映画スタジオと共同所有のユナイテッド・アーティスツ（UA）を15億ドルで購入した。しかし、買収によってターナー・エンターテインメントが負った負債により、ターナーは、MGM/UA映画ライブラリー全体（MGMによる特定の買収を含む）の所有権を保持する代わりに、同年10月に前の所有者であるカーク・カーコリアンにスタジオを売却することを余儀なくされた。その結果、WTBSは、MGMとUAスタジオが映画在庫としてリリースした長編映画の権利、『トムとジェリー』などの多くの劇場用アニメの短編映画、『ギリガン君SOS』や『白バイ野郎ジョン&パンチ』などのコメディやドラマシリーズを毎日のスケジュールで使用する権利と同様に、多くのの権利を取得した。
1987年までに、WTBSは全国の4,160万世帯がケーブルまたは衛星に加入していた。同年9月7日、コールレターの「W」が、アトランタ郊外の「SuperStation WTBS」のブランドから削除され、同チャンネルの全国的な番組の卓越性が強調された。アトランタ市場では、1990年代初頭まで、WTBSの宣伝広告や画面上のデジタルグラフィックで、このWTBSを「TBS 17」と呼んでいた。「Superstation」のブランディングは、1990年9月10日に、全国放送のモニカの廃止に伴い、完全に削除され、1990年代後半の短期間、全国放送でのサブブランドの復活と同時に、「Superstation」ブランドは、「Superstation 17」というモニカの下で、「TBS」のブランド無しで、WTBSに戻った。
1995年9月22日、タイムとワーナー・ブラザースの親会社であるワーナー・コミュニケーションズの合併により1989年に設立されたニューヨーク市に拠点を置くメディア会社のタイム・ワーナーはターナー・ブロードキャスティング・システムとその関連資産（WTBS/TBS、CNN、TNT、ヘッドラインニュース、カートゥーン・ネットワーク、ターナー・エンターテインメントを含む）を75億ドルで買収することに合意し、この取引は、6年前のタイム＝ワーナー・コミュニケーションズ合併以来、HBOと姉妹プレミアムサービスのシネマックス、ケーブルテレビプロバイダーのタイム・ワーナー・ケーブルを所有していたため、タイム・ワーナーのケーブルテレビの保有を拡大することにもなる（タイム・ワーナーと前身のワーナー・コミュニケーションズは、1987年以来、深刻な財政問題の中で、ケーブルテレビ業界が支援する会社の救済の一環として、ターナー・ブロードキャスティングの18%の株式を所有していた）。この条件の下で、ターナーはタイム・ワーナーの約10%の株式を取得し、ターナーとホーム・ボックス・オフィス部門、コメディ・セントラルとE!における少数株主持分で構成されるそのケーブルネットワークグループを監督し（彼は2006年2月に会社を辞任するまで保持していた）、合併の完了時に同社の取締役会の地位を保持することになる。合併は1996年9月12日に規制当局の承認を受け、ターナーとタイム・ワーナーの契約は1ヶ月後の10月10日に成立し、当時は世界最大のメディア企業だった。
1997年12月17日、タイム・ワーナーは、タイム・ワーナーが9月16日に選択した購入オプションの一環として行われた、リバティ・メディアからサザン・サテライト・システムズを現金2億1,300万ドルで購入した。タイム・ワーナーは普通株買い取りによるSSSの買収オプションを差し控え、代わりに、価格上昇が評価されているにもかかわらず、「事業の全体的な財務業績が好調であり、株価が過小評価されたままであるという同社の信念」を理由に、現金支払いを選択した。この買収により、タイム・ワーナーはTBS/WTBSのアップリンク責任を管理できるようになった。
1998年9月、子供向け番組がターナーのカートゥーン・ネットワークなどのケーブルチャンネルに移行する傾向が強まったため、WTBSは、スケジュールからアニメシリーズと短編漫画を完全に削除し、平日昼間と週末朝のスケジュールは、長編映画、1980年代と 1990年代のシットコム、いくつかのドラマシリーズで構成されたままにした。1990年代と2000年代が進むにつれて、WTBSはスーパーステーションというよりは基本的なケーブルチャンネルに似てきた。ブレーブスの野球以外では、2002年までにWTBSで見られた唯一のアトランタ中心の番組は、WTBSでのみ放送された2つの週末の朝の広報番組であり、全国放送では買収されたテレビシリーズに置き換えられた。2003年9月、WTBSは、1990年代のコメディ映画とホームコメディで構成されるコメディ番組にスケジュールを再集中させるために、長編映画のスレートと買収した全てのドラマ シリーズから劇的な映画の大部分を削除した（これは、姉妹ネットワークのTNTがドラマ番組に特化するようにスケジュールを変更してから3年後に発生した）。

### Peachtree TVへの移行
WTBSがその番組編成哲学を変更したため、2つの別個のエンティティに分割する必要があることが最終的に決定された。全国のケーブルチャンネルは「TBS」として知られるようになり、アトランタの放送局はシットコムやその他の映画や地元の興味のある番組にも焦点を当てた商用の独立した形式を維持することになった。2007年10月1日、ターナー・ブロードキャスティングはコールレターをWPCH-TVに変更し、「Peachtree TV」に改名した。WPCHコールレターは、1310 AMにウェストポイント（当時はクリア・チャンネル・コミュニケーションズ（Clear Channel Communications）として知られていたiHeartMediaが所有）の無関係なAMラジオ局によって既に使用されており、このコールは、1972年から2002年までアトランタで現在のWUBL（94.9 FM、したがって「Peach 94.9」と呼ばれていた）によって使用されていた。アトランタ地域の外では、2003年から2006年まで現在WNRR（1380 AM）として知られているオーガスタのラジオ局がコールを使用し、2006年から2015年まで現在のWIHB-FM（96.5）がメイコン地域で使用していて、そのうち3つ全てがiHeartMediaによって所有されている。おそらく、WPCHコールレターの最初の使用は、1926年11月6日から1933年6月4日まで運営されていたニューヨーク市のラジオ局によるものだった。同局は、コンコース・ラジオ・コーポレーション（Concourse Radio Corporation）の所有下で、以前の2つの放送局、WFBHとWRWの合併として形成され、1927年秋にWMCAの所有者によって購入され、6年後に同局に統合された。
チャンネル17が全国放送から分離された結果、アトランタ都市圏内のコムキャストやタイム・ワーナー・ケーブルシステムが含まれる全国版のTBSがアトランタ市場で初めてケーブルおよび衛星放送の視聴者に提供されるようになった(これと同時に、全国の TBS ネットワークは、ブレーブスだけでなく、全てのチームをフィーチャーしたMLBゲーム、リーグ・ディビジョン及びチャンピオンシップ・シリーズの放送を開始した）。WPCH-TVは、クラシック及び最近のオフネットワークシンジケート番組と映画を放送する。刷新されたWPCHには、以前のWTBSよりも大幅に多くの有料番組、アフリカ系アメリカ人の視聴者を対象とした番組、古くて安価な番組が含まれている。チャンネル17はまた、FOXスポーツ・サウスとの2年間の取り決めで、ターナー・スポーツから放送される45回のアトランタ・ブレーブスの年間放送の制作責任を引き受けたものとして、全てのブレーブスの試合が地域スポーツネットワークであるFOXスポーツ・サウス（現：バリー・スポーツ・サウス）とスポーツサウス（後にFOXスポーツ・サウスイースト、現：バリー・スポーツ・サウスイースト）を介して市場内でケーブル専用になった2012年までアトランタ・ブレーブスの野球の試合を放送し続けた。
2011年1月18日、ターナー・ブロードキャスティング/タイム・ワーナーは、アイオワ州デモインに拠点を置くメレディス・コーポレーションとローカルマーケティング契約を締結すると発表したことにより、ターナー/タイム・ワーナーは放送ライセンスの所有権を保持し、メレディスは、CBS提携局のWGCL-TV（メレディスは1998年8月に、長年の所有者であるトリビューン・ブロードキャスティングが当時のWATL所有者であったクエスト・ブロードキャスティング（Qwest Broadcasting）を完全に買収するのと同時に購入した）の権限の下でWPCHの広告販売、マーケティング、プロモーションサービス、技術運用の責任を負う。チャンネル17はその後、テックウッド・ドライブ（Techwood Drive）施設からアトランタのアトランティック・ステーション（Atlantic Station）地区のノースウェスト14番街にあるWGCLのスタジオビルに事業を移した。メレディスとのこの管理契約により、2011年に始まったピードモント公園（Piedmont Park）の「スクリーン・オン・ザ・グリーン（Screen on the Green）」に対するターナー・ブロードキャスティングの年間スポンサーシップも終了した。

### メレディスへの完全売却
2016年10月22日、AT&Tはタイム・ワーナーを、後者から引き受ける債務を含む1,087億ドルで買収する提案を発表し、この合併により、TBSを含むタイム・ワーナーの様々なメディア資産が、衛星プロバイダーのディレクTVを含むAT&Tの電気通信部門と同じ企業傘下に置かれることになる。WPCHは、CNNのようなケーブルチャンネルや、後者は2019年に後継のバイアコムCBS（現：パラマウント・グローバル）に株式を譲渡したCBSコーポレーションとの合弁事業として運営されていたThe CWのようなテレビ放送ネットワークは、FCCによって直接認可されていないため、FCCによって認可された数少ないタイム・ワーナープロパティの1つだった（ただし、この取引のもう1つの問題は、タイム・ワーナーが所有し、FCCによってライセンス供与され、AT&Tの既存のインフラストラクチャの一部として、エージェンシーの合併の概要の下で検討された、同社の送信/受信衛星放送受信アンテナに関係していた）。発表の中で両社は、AT&Tがタイム・ワーナーのFCCライセンスを引き継ぐかどうかはまだ決定していないと述べた。
メディアアナリストは、AT&Tとタイム・ワーナーの合併を促進するために、FCCの審査を完全に回避するためにWPCHがスピンオフまたは第三者に売却される可能性が高いと示唆した。2017年2月20日、メレディスはターナー・ブロードキャスティング・システムからWPCH-TVのライセンス資産を7000万ドルで取得すると発表した。売却は同年4月17日にFCCの承認を受け、4日後の4月21日に最終決定された。TBSケーブルチャンネルは、2018年6月14日に合併が完了した時点でワーナーメディアに改名されたタイム・ワーナーの一部のままであり、アメリカ合衆国司法省との1年半にわたる反トラスト法違反の戦いの後、裁判所の判決によって取引が確認されて終了した。  

### グレイ・テレビジョンへの売却
2021年5月3日、現地に拠点を置くグレイ・テレビジョンは、WPCHとWGCLを含むメレディス・ローカル・メディア部門を27億ドルで買収する意向を発表した。売却は同年12月1日に完了した。その結果、WPCHとWGCLは、サバンナの仲間のCBS提携局WTOC-TV、オーガスタのCBS提携局WRDW-TVとNBC提携局WAGT-CD、オールバニのNBC/ABC提携局WALB、コロンバスのABC提携局WTVM、バーミンガムのFOX提携局WBRCを含む近くの市場で姉妹局を獲得した。グレイは現在、テネシー州チャタヌーガとフロリダ州ジャクソンビル市場のメイコンとジョージア州部分を除く、ジョージア州の全てのテレビ市場で放送局を所有している。WGCLとWPCHは、同じくアトランタに拠点を置き、サンディ・スプリングスの内環郊外近くに本社を置いているコックス・メディア・グループが所有するWSB-TVに加わり、アトランタ市場で2番目の地元所有局となった。
2022年9月、グレイ・テレビジョンは、WPCHと姉妹局WGCLが同年10月からニュース番組に「Atlanta News First」のブランディングを使用し始めると発表した。

## 番組

### シンジケート番組
WPCH-TVで放送されるシンジケート番組（2019年9月現在）には、『レイチェル・レイ』、『離婚裁判所』、『ビッグバン★セオリー/ギークなボクらの恋愛法則』、『モダン・ファミリー』、『The King of Queens』、『ラスト・マン・スタンディング』、『ヤング・シェルドン』などがある。

### スポーツ番組

#### メジャーリーグ
チャンネル17は、かつての親会社であるターナー・ブロードキャスティングの社内スポーツ制作会社であるTBSスポーツ（TBS Sports、後にターナー・スポーツ（Turner Sports）に改称）の下で、アトランタ・ブレーブスをフィーチャーしたメジャーリーグベースボールゲームの長年の放送局だった。1972年7月、テッド・ターナーは、1966年にブレーブスがミルウォーキーから移転して以来、フランチャイズの試合を行っていた当時のNBC系列のWSB-TV（現：ABC系列）との放送契約を引き継ぎ、チームの1973年シーズンからブレーブスのローカルテレビ放映権を獲得した（ただし、WSB-TVの姉妹ラジオ局であるWSB[750 AM]は、その後数年間、チームの試合のラジオ放送権を保持し続けた）。ブレーブスのテレビ放映権の獲得は、MLBフランチャイズが発信局を指定し、独自の地域キャリアネットワークを手配し、試合テレビ放送の広告販売を処理するという標準を覆した。また、ターナーが1970年にライス・ブロードキャスティングから所有権を引き継いで以来、WTCGが大きな損失を被っていたことを考えると、これは特に衝撃的で、WTCGはちょうどその時、収入が均衡し始めたばかりであり、視聴者数の点でアトランタ市場の他のテレビ局との競争力を高め始めたところだった。チャンネル17は、契約の最初の年にシーズンあたり平均50試合のブレーブスの試合を放映し、1980年までにシーズンあたり平均95試合に増加した。
1970年代、ターナーはブレーブスの生放送を、ジョージア州と周辺州の他のテレビ局（この地域には独立局が殆どなかったため、主に主要なネットワーク系列）にもシンジケートし、その中にはターナーが所有するシャーロットのNBC提携局のWRET（現：WCNC-TV）も含まれていた。通常、日曜日の午後の試合と 1 つのゴールデンタイムの試合がこれらの局に配信され、主に夏の間、週の半ばにゲームのテレビ放送が放映され、主要な放送ネットワークは、その時代の他のMLBチームの間での通常の慣習であったプライムタイムの番組の再放送を行っていた。また、1970年代半ばまでに、WTCGは 1970年代半ばまでにマイクロ波中継伝送を介して、ジョージア州、アラバマ州、サウスカロライナ州の多くのケーブルシステムで利用できるようになり、チームは南部の忠実なファンベースにさらにテレビで露出するようになった。
ターナーが衛星経由で信号をアップリンクした後、チャンネル17のブレーブスのテレビ放送が1977年シーズンの開始時に全国的に放映され始めた。1978年から1979年にかけて、WTCGがアメリカ南部全体にケーブルの普及率を大幅に高めると、ターナーはチームの試合放送のシンジケート配信をやめ、WTCG/WTBSケーブルフィードに追いやったため、ブレーブスはチームのホーム市場以外の放送局に試合の生中継を提供しなかった最初のチームになった。アトランタ・ブレーブス（以前はテッド・ターナーが所有していた）の報道は、主にジョージア州と近隣州での視聴者の人気のために、おそらくTBSの代表的な番組だった。ターナーはかつて、「Superstation WTBS」の初期の頃に、アンディ・メサースミスに自分の17番のジャージを使ってもらい、「Superstation WTBS」を宣伝させようとしたことで有名である（ジャージの裏には「CHANNEL 17」と書かれていた）。MLB組織は、チームのジャージにジャージのメーカー以外の広告を組み込むことを禁止するリーグ規則のため、ターナーがこの計画を進めることを直ちに止めた。
2006年のMLBオールスターゲームで、2007年シーズンから、TBSは、全てのメジャーリーグチーム、ディビジョンシリーズと2つのリーグチャンピオンシップシリーズのうちの1つ（FOXとESPNからの権利を前提として）に対する権利、オールスターチームの発表、及びディビジョンの勝者とワイルドカードチームを決定する可能性のあるゲームを含むテレビパッケージの配信を開始した（以前はESPNでも行われていた）。契約の一環として、ターナー・ブロードキャスティングは、ブレーブスのテレビ放送を地域限定で放送することに同意し、これらの変更は、2007年10月にTBSの全国放送から分離し、スタンドアローンの独立放送局に転換するきっかけとなった。
2007年の移行期間中、TBSは70のレギュラーシーズンのブレーブス試合を放映した。2008年、そのシーズンのブレーブスのテレビ放送の数は僅か45試合に減少し、WPCH-TVに独占的に降格し、TBSはリーグ内の他のチームからのMLB 試合のみを提供し、ターナーは、WPCHパッケージを他のテレビ局やケーブルチャンネルにシンジケートし、ブレーブスの残りの指定市場エリアで放送した。TBSで放送される最後のブレーブス試合は2007年9月30日に放映され、最初のディビジョンプレーオフゲームは翌日の2007年10月1日（TBS/WPCH分割が発生した時）に放映された。ブレーブスのテレビ放送の制作は、メレディスがWPCH-TVの運営を開始した後、FOXスポーツ・サウスに引き継がれ、シーズン毎に45試合を放映し続けた。2013年2月28日、FOXスポーツ・サウスとスポーツサウスはブレーブスと契約を結び、WPCHが保持していた45試合のパッケージを取得し、2013年シーズンからチームの試合テレビ放送をケーブル専用にし、WPCHとブレーブスとの40年間の関係を終わらせた。

#### 全米プロバスケットボール協会
1972年10月、WTCGは10年間の契約に基づいて、アトランタ・ホークス（当時はテッド・ターナーも所有していた）が関与するNBAの試合を放映する放映権を取得した。WTCG/WTBSとそのスーパーステーションフィードは、1シーズンあたり平均55のホークスのレギュラーシーズンゲームを放映した。TBSは、テレビ放送がホームチームのアリーナから35マイル (56 km)以内でNBAの放送停止制限を受けるようになるまで、試合を全国に放映した結果、TBSの全国フィードで放映される多くのホークスアウェイゲームが、相手チームの指定された市場エリア内のケーブルプロバイダーに利用できなくなった（この制限は、TNTが運営することを選択した全ての試合の独占的な放送局になる権利を取得したときに削除されたが、1982年に最初に課された、全国及び地域のスーパーステーションでシーズン毎に放映できる試合の数を制限するリーグ制限の対象となっていた）。
1984年春、WTBSはNBA と合意に達し、1984–1985年シーズンからホークス以外のリーグチームの試合を放送し、この契約の下、WTBS/TBSは、火曜と金曜夜に放映される、年間約55のレギュラーシーズンNBA試合のパッケージを維持していた。1985年から1989年まで、WTBS/TBSは、1985年のNBAプレーオフとNBAドラフトから始まる12から20のアーリーラウンドカンファレンスプレーオフゲームも放映した。1987年夏にターナー・ブロードキャスティングとNBAの間で結ばれた共同放送契約の下で、NBAのテレビ放送の権利は、リーグの1988–1989年シーズンから、TBSと新興の姉妹ネットワークであるTNTの間で分割され始め、TNTは、NBAドラフト、殆どのNBAレギュラーシーズン及びプレーオフゲーム、及びTBSのNBAテレビ放送は、1試合または週に1夜のダブルヘッダーに追いやられた。2001年、ターナー・スポーツはNBAと新しいテレビ契約を結び、2002–2003年シーズンからTNTはターナー・ブロードキャスティングのNBAテレビ放送の独占的権利者となる（ESPNは、リーグのケーブルテレビ契約のTBSの部分を引き継いだ）。

#### カレッジフットボール
1981年、WTBSは、1981年シーズンから始まる全米大学体育協会（NCAA）との特別な「補足」テレビ契約の下で、他のネットワークによって全国放送用にまだ配信されていない試合に限定して、カレッジフットボールの試合を放送するテレビの権利を取得した。1982年シーズンから、同年1月27日にNCAAとターナーの間で1,760万ドルの契約が結ばれ、木曜日夜にディビジョンI-AAの試合が行われ、同年秋の土曜日にディビジョンI-Aの試合が行われた。これにより、全国のSuperStation WTBSフィードは、カレッジフットボールの試合を全国に生放送する最初のケーブルチャンネルになった。1984年以降、WTBSのカレッジフットボールの報道は、主にサウスイースタン・カンファレンス（SEC）のチームが関与する試合に焦点を当てるように移行した。WTBS/TBSは、1992年シーズン後にカレッジフットボールの放送を中止した。
WTBS/TBSは2002年にFOXスポーツとのサブライセンス契約を通じてカレッジフットボールの放送を再開したことにより、アトランタの放送局と全国のスーパーステーションのフィードが、FOXスポーツが全国のケーブル権を保持していたビッグ12とPac-10カンファレンスのチームが参加するカレッジフットボールの試合を放送できるようになった。ネットワークは通常、契約の最初の4シーズン中は週に2試合を放映し、2006年シーズンの数週間は週に1試合に減らした。これらの権利は、2007年シーズンからFOXスポーツとその地域のスポーツネットワークに独占的に譲渡された。2016年7月14日、WPCHはケネソー州立大学との間で、2016年シーズンからケネソー・ステート・アウルズのカレッジフットボールの試合のパッケージを搬送する契約を発表した。

#### プロレス
プロレスは、1971年から2001年までWTCG/WTBSで放映され、いくつかの異なるレスリングプロモーションが行われた。1971年、ジム・バーネットが所有するジョージア チャンピオンシップ レスリング（Georgia Championship Wrestling、GCW）の旗艦アウトレットとして機能し、WQXI-TV（現：WXIA）から番組のローカル権利を取得し、番組は同時に、アトランタのミッドタウンにあるチャンネル17の現在のウェスト・ピーチツリー・ストリートスタジオのサウンドステージで収録され始めた。1976年にWTBSが全国スーパーステーションになった時、ジョージア・チャンピオンシップ・レスリングは、全国テレビ放送を維持する最初のナショナル・レスリング・アライアンス（NWA）のプロモーションとなり、NWAの地域プロモーターの多くを不満にさせたが、バーネットは、ジョージアを拠点とするレスラーのみを起用していることを理由に、問題を緩和した。
1984年7月、GCWとプロモーションのテレビ時間枠の権利は、ビンス・マクマホンが所有するワールド・レスリング・フェデレーション（WWF、現：WWE）によって取得された。代替番組『WWFワールド・チャンピオンシップ・レスリング（WWF Georgia Championship Wrestling）』（後に1985年3月に『WWFジョージア・チャンピオンシップ・レスリング（WWF Georgia Championship Wrestling）』に改称）は主に、WWFがWTBSスタジオから発信された最初の試合を開催することを望んでいたテッド・ターナーを怒らせたWWFのメイン番組で以前に放映された試合の要約として機能した。ショーの WWF反復は、前作よりもはるかに低い視聴率を獲得したことにより、マクマホンはプロモーションの土曜日の夜の時間枠を、レスリングプログラムの制作責任を引き受け、同じセットを使用したジム・クロケット・プロモーションズ（シャーロットを拠点とするレスリングプロモーターのジム・クロケット・ジュニアが所有）に売却した（クロケットの番組は、1988年にCNNセンターの新しいアリーナサウンドステージに移された）。
1985年、ターナーはミッドサウス・レスリング（シュリーブポートを拠点とするプロモーター、ビル・ワットが所有）の放映権をWWFの代替番組として獲得した。ミッドサウスはすぐにWTBSで最も視聴率の高い番組になったが、ワッツは、バーネットがクロケットがマクマホンからスロットを購入し、スーパーステーションの独占的なレスリングプロモーションになることを可能にする取引の仲介を手伝った時、WWFが占有していた2時間の土曜日のタイムスロットを取得することに負けた。1990年代初頭まで、レスリング番組とブレーブスの野球は、アメリカ南東部での視聴率が高かったため、ベーシックケーブルの最高視聴率番組の1つだった。
1988年11月、SuperStation TBS/WTBSは、ターナーがジム・クロケット・プロモーションズから買収したワールド・チャンピオンシップ・レスリング（WCW）のテレビ放送局になり、姉妹チャンネルのTNTで1995年に開始された『マンデー・ナイトロ』以前のWCWの主力番組だった1992年から2000年まで、毎週の番組『WCWサタデー・ナイト』を放送した。別のWCW番組『サンダー』は、1998年に木曜日夜に開始し、2000年に水曜日に移されたが、2001年にTBSのエグゼクティブであるジェイミー・ケルナーは、レスリングはTBSとTNTのどちらの人口統計にも適合せず、『サンダー』は当時、チャンネルで最も視聴率の高い番組であったにもかかわらず、「適切な」広告主に放送時間を購入してもらうのに十分ではないと判断した時に終了された。

### ニュース放送

#### ターナー時代
ターナー・ブロードキャスティングの傘下にあった初期の頃、WTCGはスポーツやスーパーステーションとしての地位と共に、ユーモラスで風刺的なニュース番組を制作することでその名を馳せた。そのような番組の1つが『17 Update Early in the Morning』で、通常は真面目なビル・タッシュ（Bill Tush）とティナ・セルディン（Tina Seldin）がほぼ無表情でニュースを伝え、時折スタジオクルーとやり取りし、時には、頭に茶色の紙の買い物袋をかぶった別の共同アンカー（「未知のニュースマン（The Unknown Newsman）」として知られている）によるコメディーのサイドラインギャグも交えた。このニュース番組は、朝のドライブラジオ番組のコメディ番組に似た要素を含むことが多く、1975年から1979年にかけて、深夜と早朝の映画上映の合間に放映された。ターナーは、FCCの公共サービス要件の履行に関する議会調査が行われた後、コメディー以外のオールニュースチャンネルであるCNNを開局の準備をする数ヶ月前に、同番組を終了した。ターナーは、1980年から1982年にかけて、WTCGとCNNの初期のレギュラーインタビュー番組、及びセルフタイトルのスケッチコメディー番組にタッシュを再割り当てした。『17 Update』のアンカーや他の常駐アンカー （『NewsWatch』というタイトル）が提供する標準的でより深刻なニュース更新も、番組の合間に日中に放送された。
1980年7月20日、CNNはWTBS向けに1時間の平日夜のニュース番組の制作を開始した。『TBSイブニングニュース（TBS Evening News）』は、当初はデイビッド・ジェンセン（以前はBBCラジオ1でホストを務めていた）、ケビン・クリストファー、気象学者のダラス・レインズがアンカーを務めていたが、通常は現地時間の22:00に放送されていた（放送時間は、前の映画やスポーツの放映によって異なる場合があった）。WTBSの全国スーパーステーションのステータスにより、ローカルニュースに焦点を当てるのではなく、番組は国内・国際ニュースのヘッドラインだけでなく、全国の天気予報やスポーツのヘッドラインにも焦点を当てていた。『TBSイブニングニュース』は、頻繁な番組の遅れによる低視聴率の結果、4年後に打ち切られ、番組は1984年7月20日の放送後に終了した。さらに、1980年7月31日、WTBSは通常の番組スケジュールの代わりにCNNの24時間同時放送も行った。同時放送は、ケーブルシステムにケーブルニュースチャンネルの放送を開始させる加入者の需要を促進するために行われた。
同チャンネルが1982年1月1日に開局されると、WTBSはCNNの姉妹チャンネルCNN2（現：HLN）のサイマル放送も行った。このチャンネルの開始は、1981年12月31日23:45に開始され、CNN2を搬送する契約にまだ達していない全米のケーブルプロバイダーのプレビューとしてWTBSとCNNで全国的に同時放送された。その後、最初は視聴者にフルタイムのネットワークを求めるように促すために、CNN2/ヘッドラインニュースの30分間のサイマル放送も、アトランタ市場では毎朝6:00に、国内の残りの市場では東部時間5:30に放送した（WPCH-TVとして、アトランタの放送局はHLNの『モーニング・エクスプレス』の1時間のサイマル放送ブロックを毎日6:00に放送していたが、2017年にメレディスに売却され、WGCLの朝のニュース放送のサイマル放送に置き換えられた）。CNN2/ヘッドラインニュースは、同ネットワークのアンカーによって提供され始めた『TBS NewsWatch』コーナーの制作責任も引き受けた。ヘッドラインニュースのサイマル放送と『TBS NewsWatch』コーナーは、FCCの広報番組要件の緩和を受けて、最終的に1996年に地域的にも全国的にも段階的に廃止された。

#### メレディス/グレイの時代
2017年10月16日、WGCLは、33年前に『TBSイブニングニュース』が廃止されて以来、チャンネル17にレギュラーニュース番組が復活したことを示しており（ヘッドラインニュースのサイマル放送はカウントされない）、WPCH向けに制作された最初の全編ローカルニュース番組であった『CBS 46 News at 9』というタイトルで、毎晩1時間のプライムタイムニュース番組の制作を開始した。同番組は、主任気象学者のポール・オスマン（Paul Ossmann）と気象学者のエラ・ドーシー（Ella Dorsey）、スポーツディレクターのフレッド・カリル（Fred Kalil）が同行したシャロン・リード（Sharon Reed）とベン・スワン（Ben Swann）が最初にアンカーを務めた。
やや伝統的な形式を維持しているが、視聴者の対話性も高く、ニュース放送のアンカーがソーシャルメディアの視聴者のコメントに応答するコーナーを備えている。注目すべき状況の1つは、2017年12月5日版のニュースで、アフリカ系アメリカ人であるリードは、アトランタ市議会議員のメアリー・ノーウッド（白人）とケイシャ・ランス・ボトムズ（黒人、50.4%の得票率で市長に選出された）の間の市長選挙での人種の問題に関する以前の放送での議論に関して、送信者が「Niger」と呼び、2番目の「g」無しで人種的な中傷を綴ったリードが人種的二重基準を作成したと非難した女性視聴者によって送信された電子メールについて、予告なしにオンエアアドレスを作成したことである。リードは、視聴者が会話で彼女が言ったことを誤解していると言い、白人が人種問題について話すことができないと彼女が示唆したことは決してないと断言した。

## 技術情報

### サブチャンネル
WPCHのATSC 1.0チャンネルは、他のアトランタのテレビ局の多重化されたデジタル信号で伝送される。
| チャンネル | 解像度 | アスペクト比 | ショートネーム | 番組編成             | ATSC 1.0ホスト |
| ---------- | ------ | ------------ | -------------- | -------------------- | -------------- |
| 17.1       | 1080i  | 16:9         | WPCH-TV        | メインWPCH-TV番組    | WANF           |
| 17.2       | 1080i  | 16:9         | CourtTV        | コートTV             | WXIA-TV        |
| 17.3       | 480i   | 16:9         | Circle         | サークル             | WSB-TV         |
| 17.4       | 480i   | 16:9         | WPCH-SD        | 17.1のSDサイマル放送 | WANF           |

2011年まで、WPCHで見られる番組は標準解像度で放送され、完全にアップコンバートされ、映画であってもピラーボックスで表示され、唯一の例外は、アトランタ・ブレーブスとサウスイースタン・カンファレンスのカレッジフットボールの試合で、ワイドスクリーンと高解像度で放送された。同年4月3日、1994年の映画「フォレスト・ガンプ/一期一会」のWPCHのテレビ放送がピラーボックスなしで16:9のワイドスクリーンで送信され、それ以来、WPCHの番組の多くがHDで放映された。
2009年1月末、17.2にデジタルサブチャンネルを追加し、同年2月5日までに、音声もビデオもなく空白になり、すぐに削除された。TBSがPeachtree TVと一緒に地上波で放送されることは可能だったが、WPCHは、新しいチャンネルで何をする予定であるかについての情報を発表しなかった。2017年9月に17.2サブチャンネルがメインチャンネルの標準解像度の同時放送として復活し、2021年現在、コートTVと提携している。

### アナログからデジタルへの変換
WPCH-TVは、2009年6月12日に、連邦政府が義務付けたアナログからデジタルテレビへの移行の一環として、UHFチャンネル17でのアナログ信号を停止した。WPCHのデジタル信号は移行前のUHFチャンネル20のままで 、PSIPを使用してWPCH-TVの仮想チャンネルをデジタルテレビ受信機で17として表示した。
2019年、FCCオークション1000とその後の物理UHFチャンネル38～51の放送局の残りのチャンネル2～36への再編成により、WPCHはチャンネル20から31に変更する必要があり、その結果、WPXA-TV（チャンネル14.x及び47.1）は31から16に移動する必要があった。変更が必要なアトランタの放送局の1つを除く全てが、再梱包の第5ラウンドの終わりである9月6日にこれを行うことになっていたが、第5ラウンドの放送局の約半数が、影響を受けた州内または州に隣接しているため、FCCは、ハリケーン・ドリアンにより9月11日の延長を許可した。WPCHの遅延がWPXAの遅延に直接起因するものなのか、それとも海岸近くの他の局が独自のチャンネル変更を遅らせることによって引き起こされたカスケードがあったのかは不明である。この変更後にWPXAの仮想チャンネルの1つにチューニングすると、殆どのATSCチューナーが現在同じRFチャンネル31（埋め込まれたデジタルステーションIDは通常無視されるため）に存在するWPCHのチャンネルに実際に再マッピングされ、新しい周波数（そして古いものを削除する）で全ての放送局の正しい仮想チャンネルを復元するには、完全な再スキャンが必要だったが、一部の視聴者はチャンネルを失ったり獲得したりした可能性がある。
WPCHのデジタル送信所は、ノースドルイドヒルズの近くにあり、他のいくつかのテレビ局やFMラジオ局と共有する塔の上にある。そのアナログ送信所（ターナー・ブロードキャスティング・タワーとも呼ばれる）は、ダウンタウン・コネクターの東側にある非常に大きな格子塔にあり、2010年に解体された。これは、タイム・ワーナーの主要なケーブルテレビ競争相手であるコムキャストが所有する土地にあるため、土地リース土地リースの条件だった（2009年にTWCがタイム・ワーナーからスピンオフするまで、タイム・ワーナーはタイム・ワーナー・ケーブルを所有していたため、プロバイダーとしても、ケーブルチャンネルの所有者としても）。この歴史の奇妙さは、元々WAGA-TVの別の塔の場所であり、そのステーションがストーラー・ブロードキャスティングによって所有されていたという事実によって説明される。ストーラー・ケーブルは別の所有者に売却され、最終的にコムキャストに吸収された（場所別のアトランタの放送局一覧#タワーを参照）。
チャンネル20のDTV信号は最大許容電力（1,000 kW ERP）だったが、元のアナログ信号はそうではなく、チャンネル31での運用をカバーする805 kWのライセンスもあった。そのデジタル信号は、アトランタのモーニングサイド地区、ブライアクリフ・ロード・ノースイースト（Briarcliff Road Northeast）1800番地にある別のタワーのマスター放送アンテナに、ユニビジョン直営局のWUVG（チャンネル34）で二重化される。同じタワーのWATLデジタルアンテナから送信するための2003年の最初の申請から、対応する建設許可を得て、この場所にアナログバックアップ施設も申請していた。2007年10月現在、バックアップの能力を高めるための2006年の2つのその後の申請は裁定されていない（WUVM-LD[チャンネル4]やW13DQ-D[チャンネル45]、そしておそらくWANFなど、他のいくつかのテレビ局がこのタワーに送信所を設置している。WWWQ[99.7 FM]は現在このタワーにあり、WZGC[92.9 FM]と同じアンテナを共有しており、WKHX-FM[101.5]はタワーの僅かに低い位置にあり、WRFG[89.3 FM]はタワーのはるかに低い位置から送信する）。FCCデータベースによると、他のいくつかのステーションを保持する別のタワーは、北東約350フィート (107 m)に位置している。

### ATSC 3.0ライトハウス
| チャンネル | 解像度 | アスペクト比 | ショートネーム | 番組編成                      |
| ---------- | ------ | ------------ | -------------- | ----------------------------- |
| 2.1        | 1080p  | 16:9         | WSB HD         | WSB-TV/ABCのATSC 3.0同時放送  |
| 5.1        | 1080p  | 16:9         | WAGA HD        | WAGA-TV/FOXのATSC 3.0同時放送 |
| 11.1       | 1080p  | 16:9         | WXIA-TV        | WXIA-TV/NBCのATSC 3.0同時放送 |
| 17.1       | 1080p  | 16:9         | WPCH-TV        | メインWPCH-TV番組             |
| 46.1       | 1080p  | 16:9         | WGCL-TV        | WANF/CBSのATSC 3.0同時放送    |

2021年8月19日、ATSC 1.0信号をオフにし、UHF 31でATSC 3.0送信所をアクティブにした。WPCHのATSC 1.0サブチャンネルは同時放送のために他の放送局に移され、WPCH-TVはWSB-TV、WAGA-TV、WXIA-TV、WPCH-TV、WGCL-TVの新しいATSC 3.0信号のホストとなった。
WPCH-TVのサブチャンネルは、WPCH 17.1と17.4が姉妹局のWGCL-TVに、17.2がWXIA-TVに、17.3がWSB-TVにそれぞれ移管された。

## カナダの配信
WPCH-TVは、殆どのカナダのケーブル、衛星、ファイバー、IPTVプロバイダーで放送されており、多くの場合、主要な専門チャンネル層の一部として放送されている。WPCHは、カナダ・ラジオテレビ通信委員会（CRTC）がWTBSと仲間のアメリカのスーパーステーションであるWGN-TV、WOR-TV、WPIXを国内のマルチチャンネルテレビプロバイダーが放送することを承認した時である1985年4月に、初めてカナダでの配信が承認された。1983年に最初に施行されたCRTCリンケージルールの下では、プロバイダーがカナダのサービスに関連付けられた裁量層でアメリカを拠点とする番組サービスを提供するための要件が含まれており、TBS及びその他の認可されたアメリカのスーパーステーションは通常、ファースト・チョイス（First Choice、後のザ・ムービー・ネットワーク（The Movie Network、現：クレーブ）、ムービーピックス（Moviepix、後のザ・ムービー・ネットワーク・アンコール（The Movie Network Encore、現：Starz）、スーパー・チャンネル、スーパー・エクラン、ムービー・セントラル（「スーパーチャンネル（Superchannel）」名の元のユーザー、現：廃止）、アンコール・アベニュー（現：同様に廃止）といった主に国内のプレミアムサービスへの加入を通じて受け取られてきたが、1997年後半から、多くのケーブル及び衛星プロバイダーは、TBSを、プロバイダーが選択した1つのスーパーステーションを非プレミアム層で放送できるようにする関連規則に基づいている新しい第3の専門チャンネル層に移行した。
2007年10月にTBSとWTBS/WPCHが分離された後、CRTCはアトランタの放送局の放送信号をケーブル、衛星、その他の国内の加入テレビプロバイダーに配信することのみを承認していたため、カナダの加入者は、以前の全国放送ではなく、改名されたWPCH-TVを引き続き受信した。1981年に別の全国放送として形成され、1990年代にWTBSから分離され、しばらくの間、カナダのテレビプロバイダーによって同局の代わりに放送されていた全国のTBSケーブルチャンネルは技術的には独立したチャンネルであり、地上波のアトランタの放送局の代わりに放送できる放送可能な外国チャンネルとしてCRTCによって正式に承認されたことはなかった。実際、WTBSのコールサインとブランディングのCRTCへの変更に関する通知の中で、ターナー・ブロードキャスティングは明らかにTBSケーブルチャンネルを代わりに承認するよう要求していなかった。
「Peachtree TV」のブランド変更以降、ビデオトロン（2009年に撤去したが、2011年に復活した）、コゲコ（2011年に削除した）、ノーザンテル（2018年にレースチャンネルのMAVTVを追加することを支持して削除した）、ショー・ケーブル、ショー・ダイレクト、イーストリンク（2020年4月30日以降に削除した）、ロジャーズ・ケーブル（2021年10月1日に削除した）など、ターナーとの搬送に関する論争により、一部のプロバイダーはWPCHを廃止した。2010年代初頭まで、WPCHはTBSと同じ番組の一部を放送し続けた（時期は異なるが）ため、一部のカナダ人は当初、Peachtree TVをアメリカのTBSサービスの名前変更または同等のものとして認識していた可能性がある。しかし、WPCHは、メジャーリーグベースボール（レギュラーシーズンとポストシーズンの両方の試合）やオリジナルシリーズ（以前のトーク番組『コナン』など）などの主要なTBS番組を放送せず、代わりに他のカナダの地上波及び専門チャンネルによって放送された（スポーツネットはMLBディビジョンとリーグチャンピオンシップシリーズを放送し、マッチとCTVは『コナン』を放送した）。
国内で利用可能な他のアメリカのスーパーステーションとは異なり、地元のニュース番組が発信局によって放映されるように示されているが、カナダのフィードは、WPCHのWANF制作のニュース番組を再送信せず、その代わりに別のコンテンツを提供している。